# Borgomasino
Borgomasino (piemonti nyelven Borghmasin) egy olasz község (comune) a Piemont régióban, Torino megyében.

## Látványosságok
- Borgomasino kastélya: létezéséről már a 11. században írtak a krónikák, története viszontagságos. 1818-ban összedőlt, maradványain az olasz egység létrejötte után villa épült. A régi kastély négyszögalapú tornyát és az udvarát sikerült helyreállítani.

## Fordítás
- Ez a szócikk részben vagy egészben  a   Castello di Borgomasino című olasz Wikipédia-szócikk fordításán alapul.  Az eredeti cikk szerkesztőit annak laptörténete sorolja fel. Ez a jelzés csupán a megfogalmazás eredetét és a szerzői jogokat jelzi, nem szolgál a cikkben szereplő információk forrásmegjelöléseként.